# Jedzbark
Jedzbark (deutsch Hirschberg) ist ein Dorf sowie Sołectwo (Schulzenamt) in der Stadt- und Landgemeinde Barczewo (Wartenburg i. Ostpr.). Es liegt im Powiat Olsztyński (Kreis Allenstein) in der Woiwodschaft Ermland-Masuren im Nordosten Polens.

## Geographie

### Geographische Lage
Jedzbark liegt im Westen der Masurischen Seenplatte, die dem Baltischen Höhenrücken gehört. Charakteristisch für die Gegend sind zahlreiche Seen, Flüsse, sowie Nadel- und Mischwälder. Nördlich des Dorfes liegt der Große Aarsee (polnisch Jezioro Kierzlińskie) mit einer Fläche von 93 Hektar. Die Entfernung nach Barczewo beträgt sieben, nach Olsztyn (Allenstein) 23 und nach Pasym (Passenheim) 20 Kilometer.

### Geologie
Die Landschaft ist durch den Eisschild gestaltet worden und ist eine postglaziale, hügelige, bewaldete  Grundmoräne mit vielen Rinnen-, Binnenseen und Flüssen.

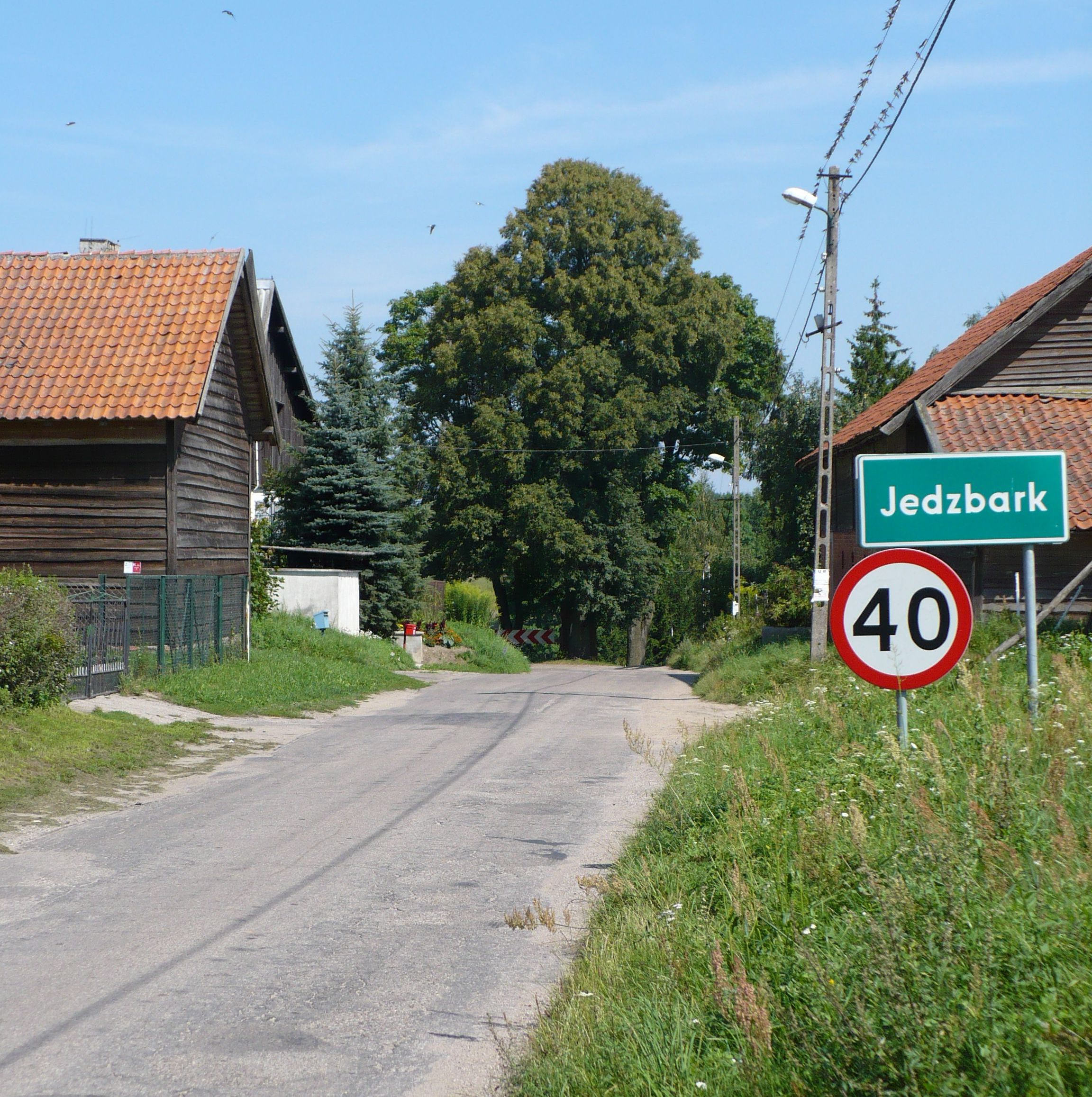
Ortseinfahrt Jedzbark

## Geschichte

### Ortsgeschichte
Ursprünglich war hier die südliche Gau Barten der Prußen. Seit 1243 war das Bistum Ermland ein Teil des Deutschordenslandes. Der Name der Stadt beruht vermutlich auf Siedler aus der sächsischen Stadt Hirschberg. Am 12. März 1364 verlieh der Bischof Ermlands Johann II. Stryprock (~1300–1373) die Handfeste nach dem Kulmer Recht dem Lokator Johann Stebin für ein Dienstgut mit zehn Hufen, zehn Morgen Wiesen und einem Ritterdienst zwischen Sirwindten (Serwent) und Urdinghenen.
Nach dem Zweiten Frieden von Thorn im Jahr 1466 wurde Ermland als autonomes Fürstbistum Ermland der Krone Polens unterordnet. Mit der ersten Teilung Polens im Jahr 1772 wurde Ermland ein Teil des Königreichs Preußen.
Eine Volkszählung am 3. Dezember 1861 ergab für Hirschberg 46 Wohngebäude bei 386 Einwohnern.
Am 7. Mai 1874 ist der Amtsbezirk Hirschberg gebildet worden. Er bestand bis 1945 und gehörte zum Kreis Allenstein im Regierungsbezirk Königsberg (ab 1905 Regierungsbezirk Allenstein) in der preußischen Provinz Ostpreußen.
Im Jahre 1910 hatte Hirschberg 572 Einwohner.
Aufgrund der Bestimmungen des Versailler Vertrags stimmte die Bevölkerung im Abstimmungsgebiet Allenstein, zu dem Hirschberg gehörte, am 11. Juli 1920 über die weitere staatliche Zugehörigkeit zu Ostpreußen (und damit zu Deutschland) oder den Anschluss an Polen ab. In Hirschberg stimmten 280 Einwohner für den Verbleib bei Ostpreußen, auf Polen entfielen 40 Stimmen.
Im Jahre 1933 waren in Hirschberg 627 Einwohner gemeldet, im Jahre 1939 waren es 603.
Die größten Bauernhöfe in den Jahren 1930–1933 waren:
- Auguste Angrik, 48 ha
- Johann Gerigk, Amtsvorsteher, 85 ha
- Mathilde Grabowski, 40 ha
- Anton Hartel, 42 ha
- Franz Kuklinski, 44 ha
- Erich Luwinski, 46 ha
- Rudolf Palmowski, 34 ha
- Theophil Palmowski, 33 ha
- Anton Quas, 45 ha
- Adelheid Sobotta, 121 ha
- Franz Spiza, 65 ha
- Viktor Spiza, 43 ha
- August Surrey, 26 ha
- Franz Weiß, 31 ha

Am 26. Januar 1945 wurde Hirschberg von der Roten Armee eingenommen. Nach Kriegsende kam das Dorf zur Volksrepublik Polen und erhielt die polnische Namensform „Jedzbark“.  Das Dorf gehört jetzt zur Stadt-und-Land-Gemeinde Barczewo (Wartenburg i. Ostpr.) im Powiat Olsztyński (Kreis Allenstein), von 1975 bis 1998 der Woiwodschaft Olsztyn, seither der Woiwodschaft Ermland-Masuren zugehörig.
Im Dorf befindet sich ein Gefallenendenkmal des Ersten Weltkriegs sowie ein Gedenkstein samt Tafel mit Namen der Opfer des Zweiten Weltkriegs.

### Einwohnerentwicklung
- 1820: 184
- 1857: 350
- 1861: 386
- 1905: 609
- 1939: 603
- 2009: 200
- 2011: 459

### Amtsbezirk Hirschberg (1874–1945)
Zum Amtsbezirk Hirschberg gehörten im Jahre 1874 bei seiner Errichtung sechs Kommunen, am Ende waren es aufgrund struktureller Veränderungen noch vier:
| Deutscher Name | Polnischer Name | Anmerkungen                                          |
| -------------- | --------------- | ---------------------------------------------------- |
| Daumen, Dorf   | Tumiany         |                                                      |
| Daumen, Gut    |                 | 1928 in die Landgemeinde (Dorf) Daumen eingegliedert |
| Hirschberg     | Jedzbark        |                                                      |
| Kirschlainen   | Kierzliny       |                                                      |
| Kutzborn       | Studzianek      | 1928 nach Kirschlainen eingemeindet                  |
| Odritten       | Odryty          |                                                      |

Im Januar 1945 gehörten nur noch Daumen, Hirschberg, Kirschlainen und Odritten zum Amtsbezirk.

## Kirche

### Evangelisch
Bis 1945 war Hirschberg in die Evangelische Kirche Wartenburg (Ostpreußen) in der Kirchenprovinz Ostpreußen der Kirche der Altpreußischen Union eingepfarrt.
Heute gehört Jedzbark evangelischerseits zur Christus-Erlöser-Kirche Olsztyn in der Diözese Masuren der Evangelisch-Augsburgischen Kirche in Polen.

### Römisch-katholisch

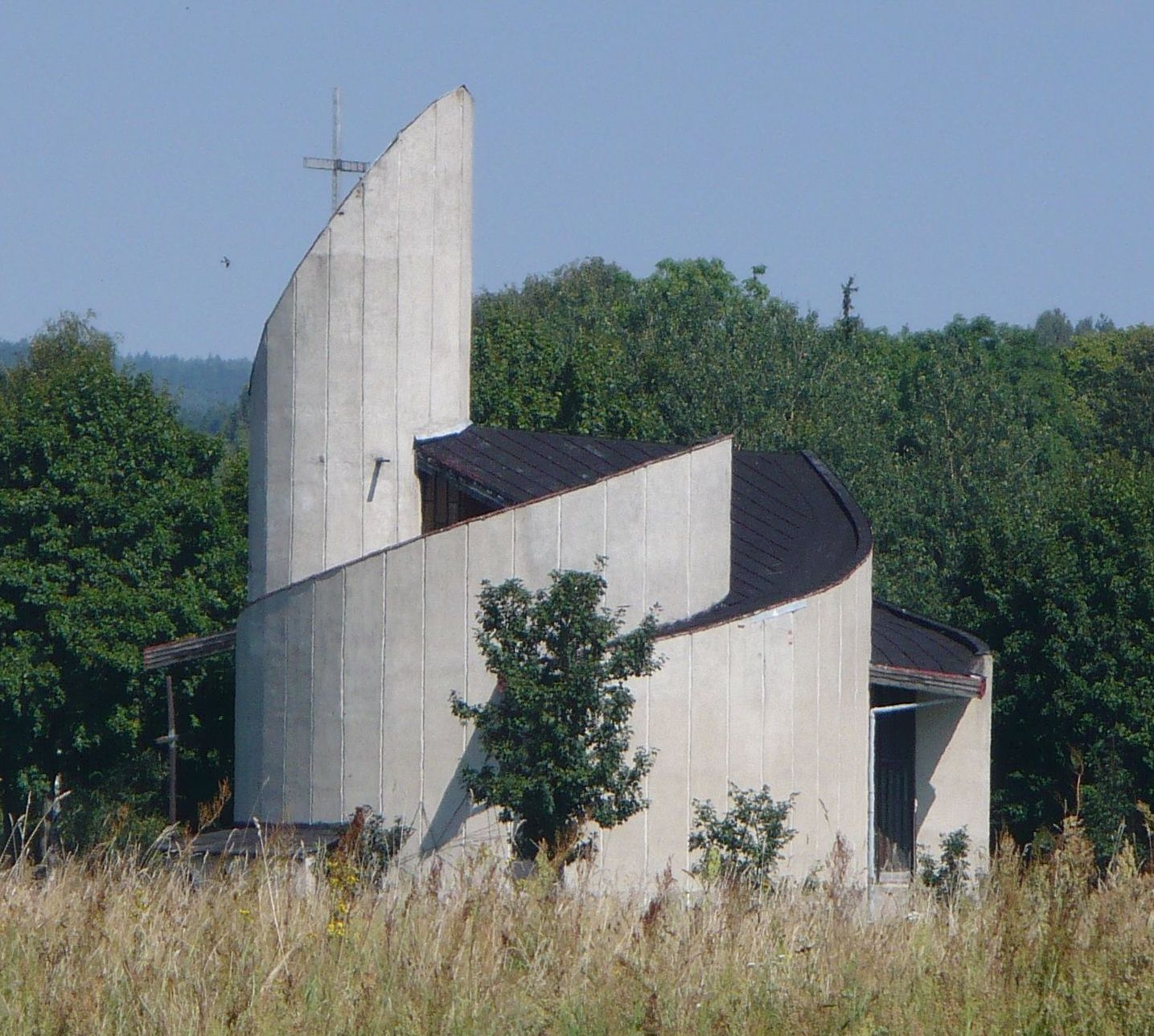
Kapelle in Jedzbark (2007)

Die römisch-katholischen Einwohner gehörten zum Kirchspiel St. Anna in Wartenburg (polnisch Barczewo).
Im Jahr 1982 ist in Jedzbark erstmals die Messe in der neuen modernen und dem St.-Antonius-von-Padua geweihten Kirche gefeiert worden. Jedzbark ist eine Filialgemeinde der St.-Andreas-der-Apostel-Kirche in Barczewo im Dekanat Barczewo im Erzbistum Ermlands.

## Verkehr
Jedzbark liegt an einer Nebenstraße, die von Barczewo über Giławy (Gillau) bis nach Grzegrzółki (Kukukswalde) im Powiat Szczycieński (Kreis Ortelsburg) führt.
Eine Anbindung an den Bahnverkehr besteht nicht.